# Spoorlijn Krefeld - Moers
De spoorlijn Krefeld - Moers is een Duitse spoorlijn en is als spoorlijn 9258 onder beheer van DB Netze.

## Geschiedenis
Het traject werd door de Crefelder Eisenbahn-Gesellschaft in fases geopend:
- Krefeld - Hüls: 1 november 1870
- Hüls - Niep: 15 mei 1881
- Niep - Moers: 3 juni 1882

## Aansluitingen
In de volgende plaatsen is of was er een aansluiting op de volgende spoorlijnen:
KrefeldDB 2500, spoorlijn tussen Krefeld en Krefeld-Linn
DB 2501, spoorlijn tussen Krefeld en Mönchengladbach-Speick
DB 2502, spoorlijn tussen Krefeld Hauptbahnhof en Krefeld Süd
DB 2520, spoorlijn tussen Mönchengladbach en Krefeld-Oppum
DB 2610, spoorlijn tussen Keulen en Kranenburg
DB 9251, spoorlijn tussen Krefeld en Viersen
Krefeld-Hülslijn tussen Süchteln en Hüls
MoersDB 24, spoorlijn tussen Homberg en Moers
DB 25, spoorlijn tussen Moers en Moers Krefelder Bahnhof